# Manuel de Jesus Maria
Manuel de Jesus Maria (Ouro Preto, 1731 — Rio Pomba, 6 de dezembro de 1811) foi um vigário do Bispado de Mariana e um dos pioneiros da colonização da Zona da Mata de Minas Gerais.
Detinha os títulos de Comissário do Santo Ofício e da Bula da Santa Cruzada, Protonotário Apostólico de Sua Santidade, Examinador Sinodal, Juiz das Justificações da Guerra e Vigário Capitular do Bispado.

## Vida
Nasceu em 1731 na antiga freguesia da Casa Branca, atual distrito de Glaura em Ouro Preto. Foi batizado em 2 de abril daquele ano. Era filho do português João Antunes e de sua escrava angolana Maria de Barros. Cursou o Seminário de Nossa Senhora da Boa Morte em Mariana e, entre 1759 e 1764 serviu como sacristão na Igreja de Nossa Senhora da Conceição de Antônio Dias em Vila Rica. No período em que viveu em Vila Rica, criou contatos com oficiais da Coroa Portuguesa e com importantes nomes da hierarquia da Igreja Católica em Minas Gerais.
Em 1764, o rei D. José I determinou a criação de uma freguesia no Vale do Rio Pomba. Naquele mesmo ano, Manuel de Jesus Maria recebeu do governador Luís Diogo Lobo da Silva uma sesmaria na região do rio Pomba. No ano seguinte, ordenou-se padre. Em 1767, a Câmara de Vila Rica nomeou o padre Manuel primeiro vigário e capelão-cura da freguesia do Rio da Pomba, o qual receberia um pagamento anual de 200 mil réis pela função. Em 25 de dezembro de 1767, com o levantamento da cruz e a celebração da missa registrados em ata, foi fundada a Freguesia de Mártir São Manoel do Rio da Pomba e Peixe dos Índios Croatos e Cropós, origem do atual município de Rio Pomba.
Trabalhou como pároco até três meses antes de sua morte, ocorrida em 6 de dezembro de 1811. Foi sepultado na antiga igreja de São Manuel, em Rio Pomba.

### Missão com os indígenas

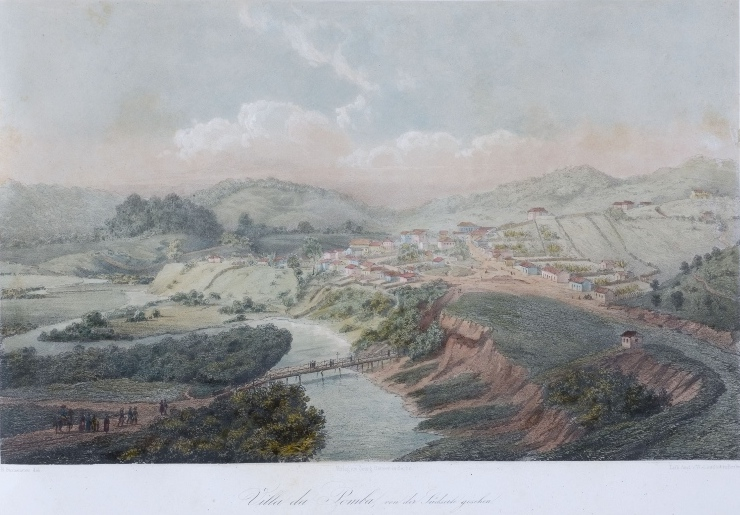
Vila de São Manuel do Pomba no século XIX

Na aldeia de São Manuel do Pomba, o padre Manuel teve forte atuação na cristianização dos puris, coroados e coropós. Ocupou-se com a criação de uma escola para meninos, preparação de roças e construção de moinhos com auxílio de escravos e organização dos índios para tarefas como extração, agricultura e pesca. Em seu trabalho de conversão religiosa dos indígenas, o padre Manuel de Jesus ministrou batismos e presidiu casamentos. Entre os anos de 1767 e 1793, foram administrados os sacramentos para mais de mil índios, dentre eles o cacique dos coropós em 1770.
Com o declínio do ciclo do ouro, a Zona da Mata passou a receber fluxo crescente de colonizadores e se tornou a fronteira agrícola de Minas Gerais.  A população católica da aldeia de São Manuel do Pomba saltou de 1179 pessoas no ano de 1780 para 4815 em 1800. Essa migração desencadeou embates entre colonos e indígenas pela posse das terras e padre Manuel mediou alguns dos conflitos.
Padre Manuel também buscava interferir nas medidas administrativas para a região do Rio Pomba. Por diversas vezes solicitou a abertura de um caminho para o rio Xopotó. Em 1799, escreveu aos administradores em Vila Rica reclamando contra a concessão de sesmarias na região do Pomba. Também constam em suas cartas solicitação de mão-de-obra para a fabricação de telhas e de pagamento de mestre da escola de primeiras letras para os índios.
Em outubro de 1781, padre Manuel escreveu à administração colonial uma petição para erigir a Ordem Terceira de Nossa Senhora das Mercês, a ser instalada na capela de Nossa Senhora das Mercês. Em março de 1788, o governador Luís da Cunha Menezes encaminhou a petição do pároco à rainha D. Maria I, sugerindo que a monarca autorizasse a criação da irmandade. Não se sabe, no entanto, se padre Manuel obteve oficialmente a autorização da rainha.
A partir de São Manuel do Pomba, padre Manuel auxiliou na fundação de diversas capelas e freguesias, as quais deram origem a vários municípios da Zona da Mata Mineira, como Guarani, Rio Novo, Ubá, Viçosa, Visconde do Rio Branco, Tocantins, Mercês e Dores do Turvo.